# Wilhelm Uhde
Wilhelm Uhde, född 28 oktober 1874 i Friedeberg, Brandenburg, död 17 augusti 1947 i Paris, var en tysk konstsamlare och som konstskribent en av den moderna konstens vägröjare.

## Biografi
Uhde studerad juridik i Dresden men bytte till konsthistoria, som han studerade i München och Florens innan han flyttade till Paris 1904. Han köpte sin första Picasso 1905, och var en av de första samlarna av kubistiska målningar av Pablo Picasso och Georges Braque. Han lärde känna Robert Delaunay, Sonia Terk och Henri Rousseau 1907, och öppnade sin konsthall 1908, rue Notre-Dame-des-Champs (Paris) där han ställde ut Georges Braque, Jean Metzinger, Sonia Delaunay, André Derain, Raoul Dufy, Auguste Herbin, Jules Pascin och Pablo Picasso. Uhde gav Picasso i uppdrag att måla hans porträtt (1910) och producerade den första monografin om Rousseau 1911.
Vid utbrottet av första världskriget, fick många tyska medborgare som bodde i Frankrike sina ägodelar tagna i beslag av den franska staten. Som ett resultat, konfiskerades Uhde samling (inklusive verk av Georges Braque, Raoul Dufy, Juan Gris, Auguste Herbin, Marie Laurencin, Fernand Léger, Jean Metzinger, Pablo Picasso, Jean Puy och Henri Rousseau) 1914 och såldes av regeringen i en serie auktioner på Hôtel Drouoti 1921.
Åren 1919-20 arbetade Uhde med Helmut Kolle och levde med honom i Chantilly, Frankrike. Uhde blev aktiv som pacifist i Weimartyskland, men återvände till Frankrike 1924 och flyttade tillbaka till Chantilly 1927. Som jude tillbringade han andra världskriget gömd i södra Frankrike, vid ett tillfälle med hjälp av konstkritikern och motståndsledare Jean Cassou.
Uhde är även känd som huvudman för den första naivistutställningen, som ägde rum i Paris 1928. Deltagarna var Henri Rousseau, André Bauchant, Camille Bombois, Séraphine Louis och Louis Vivin, kända som Sacred Heart målare.

## Eftermäle
En betydande del av Uhde livshistoria berättas i den franska filmen Séraphine av regissören Martin Provost från 2008, med fokus på mötet och efterföljande roll Séraphine Louis spelade i hans liv och han i hennes. Filmen vann sju Césarpriser, inklusive bästa film.